# Rafael Elias
Rafael Elias da Silva Bataglia, conosciuto come Rafael Elias e talvolta riportato come Papagaio (12 aprile 1999), è un calciatore brasiliano, attaccante del Kyoto Sanga.

## Caratteristiche tecniche
È una punta centrale.

## Carriera

### Club
Cresciuto nel settore giovanile del Palmeiras, ha esordito in prima squadra il 3 marzo 2018 disputando l'incontro del Campionato Paulista perso 1-0 contro il São Caetano.

### Nazionale
Ha giocato nella nazionale brasiliana Under-20.

## Statistiche

### Presenze e reti nei club
Statistiche aggiornate al 16 agosto 2023.
| Stagione        | Squadra          | Campionato      | Campionato | Campionato | Coppe nazionali | Coppe nazionali | Coppe nazionali | Coppe continentali | Coppe continentali | Coppe continentali | Altre coppe | Altre coppe | Altre coppe | Totale | Totale |
| Stagione        | Squadra          | Comp            | Pres       | Reti       | Comp            | Pres            | Reti            | Comp               | Pres               | Reti               | Comp        | Pres        | Reti        | Pres   | Reti   |
| --------------- | ---------------- | --------------- | ---------- | ---------- | --------------- | --------------- | --------------- | ------------------ | ------------------ | ------------------ | ----------- | ----------- | ----------- | ------ | ------ |
| 2018            | Palmeiras        | A1/SP+A         | 3+2        | 1+0        | CB              | 1               | 0               | CL                 | 0                  | 0                  |             | -           | -           | 6      | 1      |
| 2019            | Atlético Mineiro | M1/MG+A         | 1+5        | 0          | CB              | 0               | 0               | CL+CS              | 0+1                | 0                  |             | -           | -           | 7      | 0      |
| 2019            | Goiás            | A               | 4          | 0          | CB              | 0               | 0               |                    | -                  | -                  |             | -           | -           | 4      | 0      |
| 2021            | Palmeiras        | A1/SP+A         | 9+0        | 1          | CB              | 0               | 0               | CL                 | 0                  | 0                  | RS          | 0           | 0           | 9      | 1      |
| 2021            | Cuiabá           | A               | 10         | 1          | CB              | 0               | 0               |                    | -                  | -                  | CV          | 1           | 0           | 11     | 1      |
| 2022            | Ituano           | A1/SP+B         | 14+22      | 5+10       | CB              | 0               | 0               |                    | -                  | -                  |             | -           | -           | 36     | 15     |
| 2022-2023       | Baniyas          | UAEL            | 16         | 4          | UAEC+CdL        | 2+2             | 0+3             | -                  | -                  | -                  |             | -           | -           | 20     | 7      |
| 2023            | Cruzeiro         | A               | 2          | 0          | CB              | 0               | 0               |                    | -                  | -                  |             | -           | -           | 2      | 0      |
| Totale carriera | Totale carriera  | Totale carriera | 88         | 22         |                 | 5               | 3               |                    | 1                  | 0                  |             | 1           | 0           | 95     | 25     |

### Cronologia presenze e reti in nazionale
| Cronologia completa delle presenze e delle reti in nazionale ― Brasile under 20 | Cronologia completa delle presenze e delle reti in nazionale ― Brasile under 20 | Cronologia completa delle presenze e delle reti in nazionale ― Brasile under 20 | Cronologia completa delle presenze e delle reti in nazionale ― Brasile under 20 | Cronologia completa delle presenze e delle reti in nazionale ― Brasile under 20 | Cronologia completa delle presenze e delle reti in nazionale ― Brasile under 20 | Cronologia completa delle presenze e delle reti in nazionale ― Brasile under 20 | Cronologia completa delle presenze e delle reti in nazionale ― Brasile under 20 |
| Data                                                                            | Città                                                                           | In casa                                                                         | Risultato                                                                       | Ospiti                                                                          | Competizione                                                                    | Reti                                                                            | Note                                                                            |
| ------------------------------------------------------------------------------- | ------------------------------------------------------------------------------- | ------------------------------------------------------------------------------- | ------------------------------------------------------------------------------- | ------------------------------------------------------------------------------- | ------------------------------------------------------------------------------- | ------------------------------------------------------------------------------- | ------------------------------------------------------------------------------- |
| 21-1-2019                                                                       | Rancagua                                                                        | Brasile under 20                                                                | 2 – 1                                                                           | Venezuela under 20                                                              | Sudamericano Sub-20 2019 - 1º turno                                             | -                                                                               | 90’                                                                             |
| 23-1-2019                                                                       | Rancagua                                                                        | Cile under 20                                                                   | 1 – 0                                                                           | Brasile under 20                                                                | Sudamericano Sub-20 2019 - 1º turno                                             | -                                                                               | 25’ 27’                                                                         |
| 11-2-2020                                                                       | Rancagua                                                                        | Brasile under 20                                                                | 1 – 0                                                                           | Argentina under 20                                                              | Sudamericano Sub-20 2019 - 2º turno                                             | -                                                                               | 69’                                                                             |
| Totale                                                                          |                                                                                 | Presenze                                                                        | 3                                                                               |                                                                                 | Reti                                                                            | 0                                                                               |                                                                                 |

## Palmarès

### Club

#### Competizioni nazionali
- Campionato brasiliano: 1

Palmeiras: 2018
- Coppa del Brasile: 1

Palmeiras: 2020